# Melvin Anthony

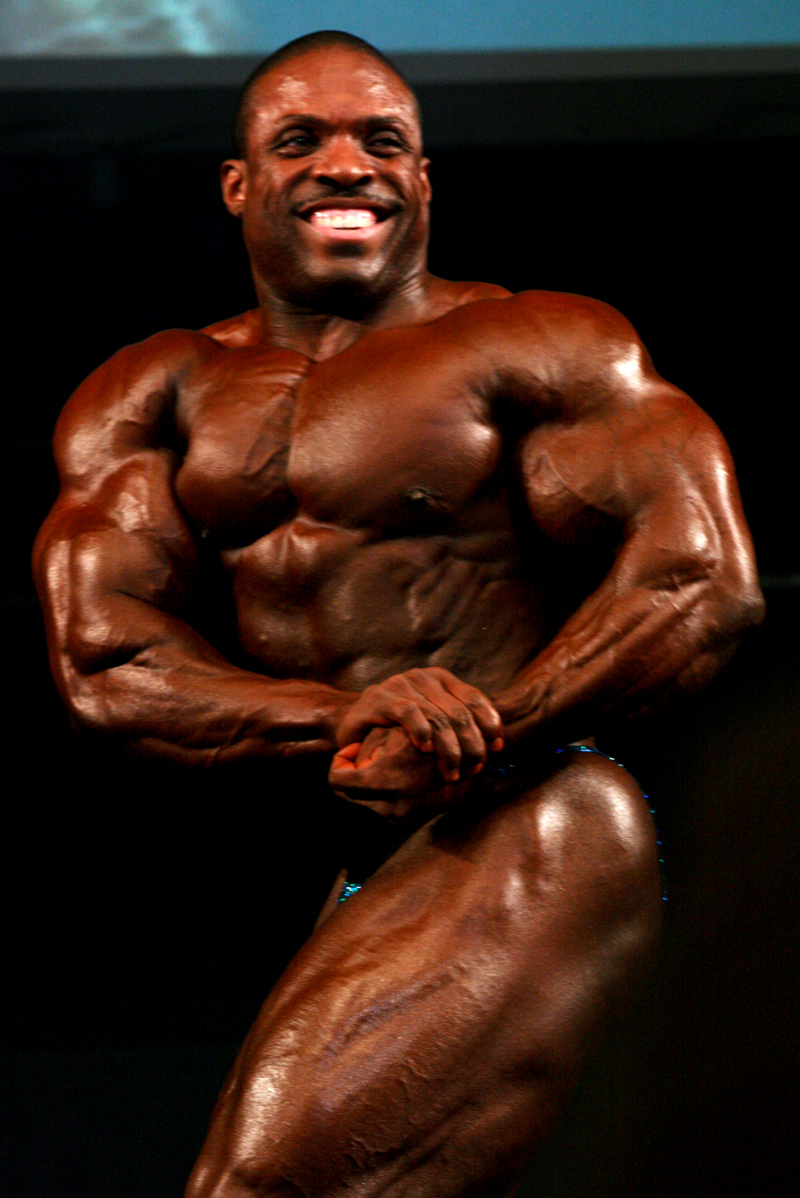
Melvin Anthony (2008)

„Marvelous“ Melvin Anthony (* 13. November 1973 in Sacramento, Kalifornien) ist ein US-amerikanischer ehemaliger Profi-Bodybuilder der IFBB.

## Leben
Anthony wurde am 13. November 1973 in Sacramento geboren. Breits als Teenager begann er mit dem Kraftsport. Er erhielt mit 18 Jahren ein Football-Stipendium für das San Bernardino Valley College. Aufgrund einer Knieverletzung konnte er kein American Football mehr spielen, so dass er sich komplett auf sein Krafttraining fokussierte. Gegen Ende seines Studiums begann er, an ersten Bodybuilding-Wettbewerben teilzunehmen. 1993 erfolgte die erste Teilnahme an einem professionellen Bodybuilding-Wettbewerb. 1999 gewann er den von der National Physique Committee, kurz NPC, ausgetragenen USA Championships im Schwergewicht und konnte außerdem den Gesamtsieg erringen. Aufgrund seiner Anatomie und seiner Posen auf der Bühne, galt er schnell als einer „der besten Poser im modernen Bodybuilding“ und als potentieller Nachfolger von Flex Wheeler. Im Laufe seiner Karriere wurde der US-amerikanische Bodybuilder Craig Titus einer seiner größten Rivalen. Ihre Rivalität erreichte ihren Höhepunkt, als Titus ihm im Gold Gym Venice ins Gesicht schlug.
2000 gab Anthony sein Debüt beim IFBB-Wettbewerb Night of Champions, wo er den zweiten Platz erreichte. Erwähnenswerte Leistungen sind außerdem der zweite Platz bei den Arnold Classic im Jahr 2001 und der elfte Platz beim Mr. Olympia im selben Jahr. 2003 erzielte er den zweiten Platz beim Ironman Pro Invitational. 2004 gewann er den Wettbewerb Night of Champions. Aufgrund seines Erfolges zierte er die Titelseiten verschiedener Fachmagazine, darunter das der Flex. Seine Trainingsmethoden werden bis heute in Fachzeitschriften, wie dem Muscle & Fitness, vorgestellt.
2009 stellte er im Actionfilm Blood and Bone die Rolle des Jeffrey dar.
Er war mit seiner Frau Ivette im Norden von San Bernardino, Kalifornien, wohnhaft. Er ist ein gläubiger Christ und zitiert auf seiner Internetseite Passagen aus der Bibel.
Im August 2015 wurde er wegen Drogenbesitzes und Fahren unter Drogeneinfluss verhaftet. Im Januar 2017 musste er sich erneut wegen Drogenbesitz, Handel mit Drogen und unerlaubten Waffenbesitzes vor Gericht verantworten. Er wurde zu einer zehnjährigen Haftstrafe verurteilt.

### Wettkampferfolge
Bei einer Größe von 1,70 Meter hatte er ein Off-Season-Gewicht von bis zu 120 Kilogramm bei einem Wettbewerbgewicht von 95 Kilogramm.
- 1993: Musclemania, Heavyweight, Dritter
- 1998: NPC USA Championships, Super-Heavyweight, Zweiter
- 1999: NPC USA Championships, Super-Heavyweight, Gewinner und Gesamtsieg
- 2000: Night of Champions, Siebter
- 2001: Arnold Classic, Siebter
- 2001: Grand Prix Australia, Siebter
- 2001: Grand Prix England, Sechster
- 2001: Grand Prix Hungary, Achter
- 2001: Ironman Pro Invitational, Zweiter
- 2001: Mr. Olympia, Elfter
- 2001: San Francisco Pro Invitational, Dritter
- 2002: Night of Champions, Achter
- 2002: Southwest Pro Cup, Zehnter
- 2003: Arnold Classic, Achter
- 2003: Ironman Pro Invitational, Zweiter
- 2003: Mr. Olympia, Neunter
- 2003: Cross Dresser Challenge
- 2003: San Francisco Pro Invitational, Vierter
- 2003: Show of Strength Pro Championship, Achter
- 2004: Hungarian Pro Invitational, Vierter
- 2004: Night of Champions, Gewinner
- 2005: Arnold Classic, Fünfter
- 2005: Ironman Pro Invitational, Vierter
- 2005: Mr. Olympia, Siebter
- 2005: San Francisco Pro Invitational, Dritter
- 2006: Arnold Classic, Fünfter
- 2006: San Francisco Pro Invitational, Dritter
- 2006: Mr. Olympia, Fünfter
- 2007: Mr. Olympia, Sechster
- 2008: Arnold Classic, Achter
- 2008: Australian Pro Grand Prix, Zweiter
- 2008: Atlantic City Pro, Gewinner
- 2008: Mr. Olympia, Sechster
- 2010: Phoenix Pro, Gewinner

## Filmografie (Auswahl)
- 2000: Melvin Anthony – Marvelous
- 2009: Blood and Bone